# KHL Medveščak
KHL Medveščak je hrvaški hokejski klub iz Zagreba. Domače tekme igra v zagrebški dvorani Dom Športova. Klub je bil ustanovljen leta 1961, v jugoslovanski ligi je osvojil naslove državnih prvakov v zadnjih treh sezonah, 1988/89, 1989/90 in 1990/91, v letih 1988, 1989, 1990 in 1991 pa tudi jugoslovanski pokal. Od osamosvojitve Hrvaške je Medveščak, za katerega je že tradicionalno igralo razmeroma veliko število slovenskih hokejistov, najuspešnejši hrvaški klub, saj je osvojil ena in dvajst naslovov državnih prvakov. Od sezone 2009/10 je kot prvi hrvaški in četrti tuji klub sodeloval v avstrijski ligi. Po štirih sezonah, v katerih se je klub najdlje prebil do polfinala končnice, je pred sezono 2013/14 prestopil v ligo KHL.

## Znameniti igralci
| - Jim Allison - Vjačeslav Anisin - Mihail Anfjorov - Frank Banham - Igor Beribak - Sergej Borisov - Viliam Chovanec - Robert Ciglenečki - Mike Coflin - Phillippe DeRouville - Ransome Drčar - Steve Gatzos - Miroslav Gojanović - Ignac Kavec - Ryan Kinasewich | - Viktor Krutov - Blaž Lomovšek - Domine Lomovšek - Boris Pajič - Murajica Pajič - Sergej Paramonov - Ivo Ratej - Boris Renaud - Matjaž Sekelj - Sergej Stolbun - Vladimir Ščurjenko - Peter Šlamiar - Bojan Zajc - Igor Zajec - Nik Zupančič - Darko Prusnik |

## Statistika

### Liga EBEL
| Sezona  | Redni del | Redni del | Redni del | Redni del | Redni del | Redni del | Redni del | Redni del | Redni del | Končnica | Končnica | Končnica | Končnica | Končnica | Končnica | Končnica | Končnica | Uvrstitev   |
| Sezona  | T         | Z         | P         | PPP       | OZ        | DG:PG     | GR        | TOČ       | POZ       | T        | Z        | P        | PPP      | OZ       | DG:PG    | GR       | TOČ      | Uvrstitev   |
| ------- | --------- | --------- | --------- | --------- | --------- | --------- | --------- | --------- | --------- | -------- | -------- | -------- | -------- | -------- | -------- | -------- | -------- | ----------- |
| 2009/10 | 54        | 25        | 22        | 7         | 52,78%    | 160:182   | -22       | 57        | 8         | 11       | 5        | 6        | 0        | 45,45%   | 27:31    | -4       | –        | Polfinale   |
| 2010/11 | 54        | 22        | 24        | 6         | 45,83%    | 171:171   | 0         | 52        | 8         | 5        | 1        | 3        | 1        | 20,00%   | 18:20    | -2       | −        | Četrtfinale |
| Skupaj  | 54        | 25        | 22        | 7         | 52,78%    | 160:182   | -22       | 57        | 8         | 16       | 6        | 9        | 1        | 37,50%   | 45:51    | -6       | –        |             |